# Actinecta flava
Actinecta flava is een zeeanemonensoort uit de familie van de Minyadidae. De wetenschappelijke naam van de soort is voor het eerst geldig gepubliceerd in 1817 door Péron & Le Sueur in Le Sueur.